# Caloma agametum
Caloma agametum är en mångfotingart som beskrevs av Chamberlin 1945. Caloma agametum ingår i släktet Caloma och familjen orangeridubbelfotingar. Inga underarter finns listade i Catalogue of Life.